# Passalora omphacodes
Passalora omphacodes är en svampart som först beskrevs av Ellis & Holw., och fick sitt nu gällande namn av Crous & U. Braun 1996. Passalora omphacodes ingår i släktet Passalora och familjen Mycosphaerellaceae.   Inga underarter finns listade i Catalogue of Life.